# Sashimi

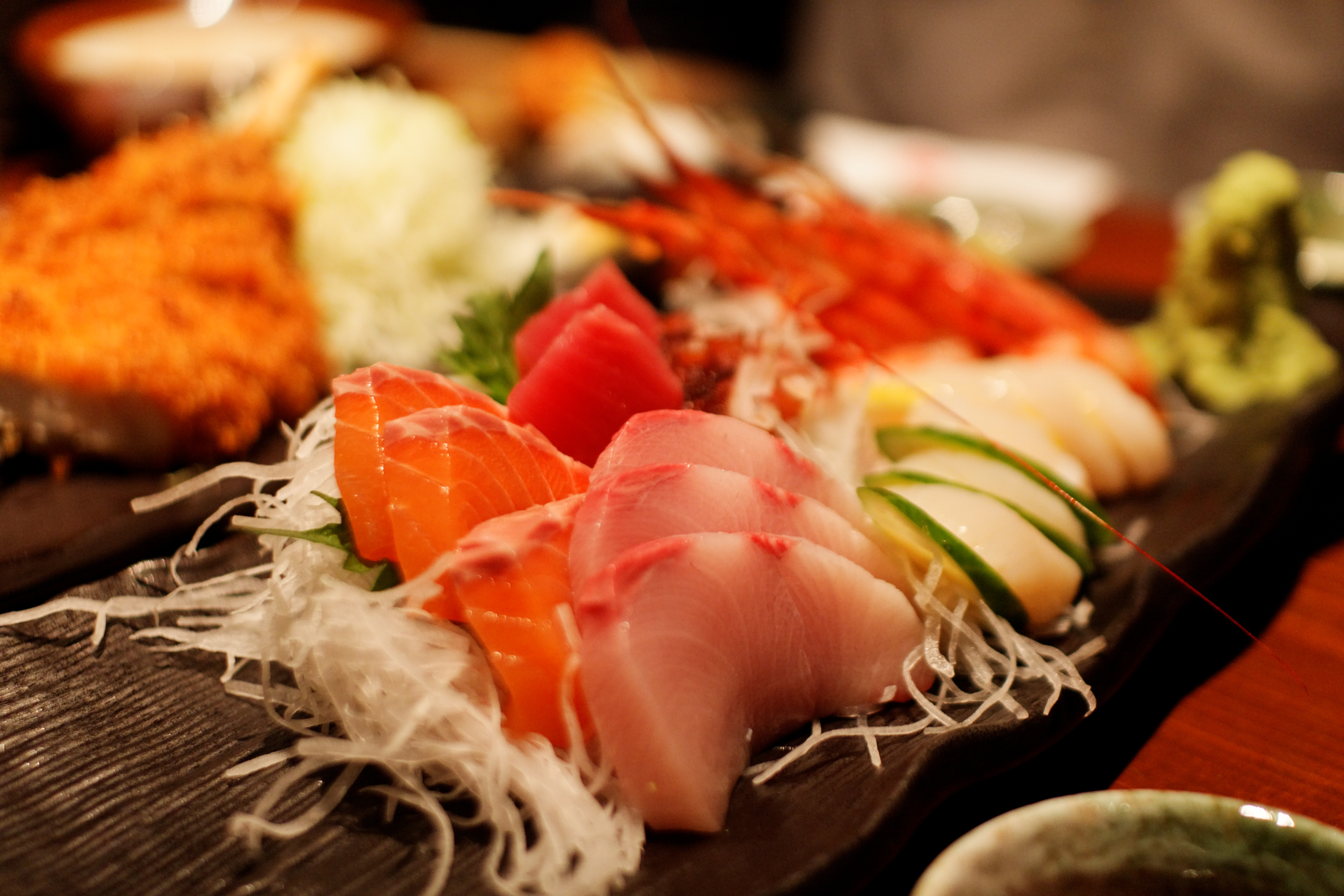
Một đĩa sashimi

Sashimi (IPA: /'saɕimi/ tiếng Nhật: 刺身, さしみ) là một món ăn truyền thống Nhật Bản mà thành phần chính là các loại hải sản tươi sống.

## Chế biến
Sashimi được cắt thành từng lát mỏng có chiều rộng khoảng 2.5 cm, chiều dài 4 cm và dày chừng 0.5 cm, nhưng kích cỡ có thể khác nhau tuỳ vào loại nguyên liệu và người đầu bếp, ăn cùng với các loại nước chấm như xì dầu, tương, các loại gia vị như wasabi, gừng và một số loại rau nhất là tía tô, bạc hà và củ cải trắng bào sợi hoặc một số loại tảo biển.

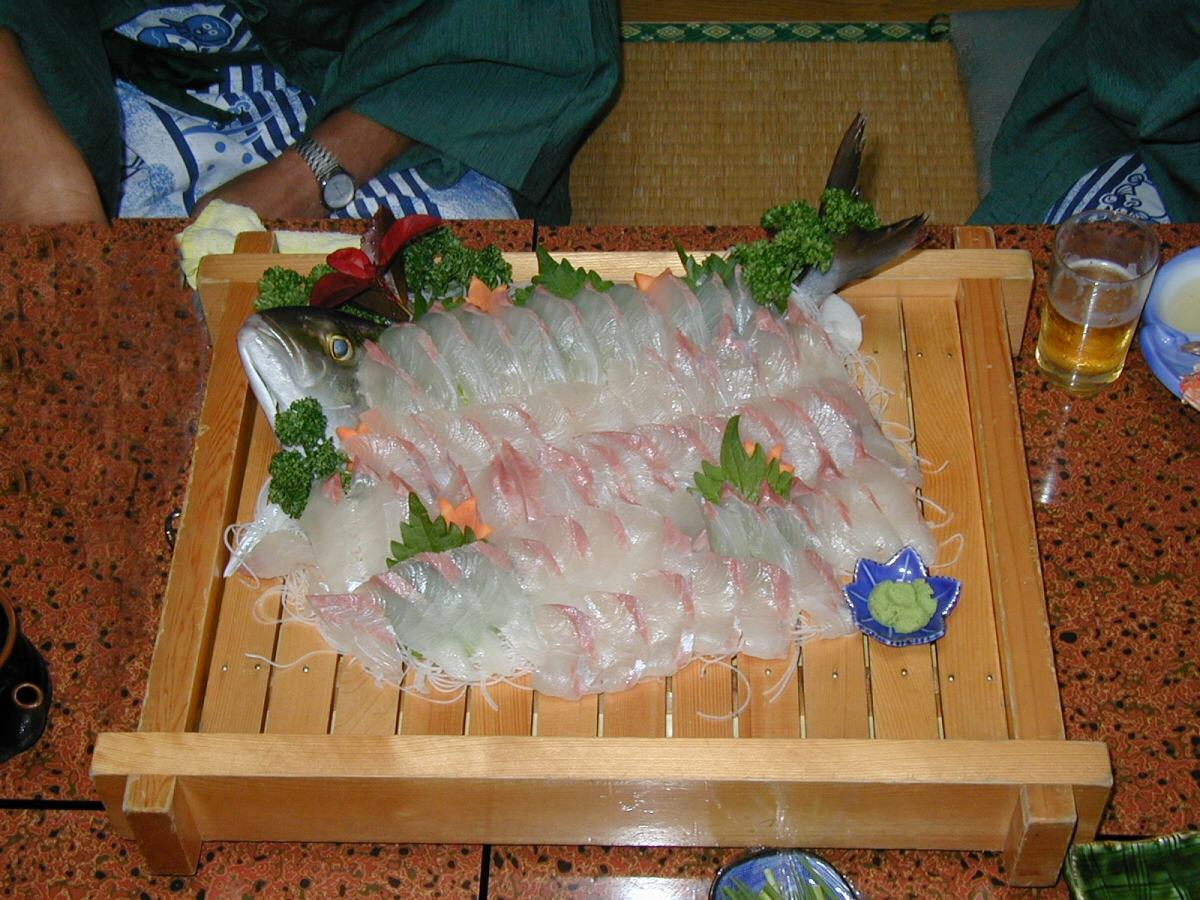
Một khay sashimi trình bày cầu kỳ trong một bữa ăn tại một nhà nghỉ

Từ sashimi cũng được dùng để chỉ các món cá tươi sống khác. Nhiều người ngoại quốc thường gộp sashimi và sushi lại làm một. Thực ra hai món này hoàn toàn khác biệt nhau. Sushi là các món mà thành phần của nó gồm cơm nấu chín trộn giấm chua ngọt, cá tươi sống - theo kiểu truyền thống, nhưng cũng có nhiều loại có cả hải sản đã nấu chín, nhiều loại khác lại không có hải sản.
Một số loại hải sản mà người Nhật thường hay dùng làm sashimi là: cá hồi, cá ngừ, cá thu, cá saba, cá chỉ vàng, cá nóc, mực, bạch tuộc, tôm biển. Một số loại, chẳng hạn như bạch tuộc phải được hấp qua cho đỡ dai. Đôi khi, người Nhật còn dùng thịt ngựa, thịt gà, gan (tất nhiên đều tươi sống) và konyaku(một thứ thạch làm từ khoai nưa) để làm sashimi. Lúc đó sẽ có các món basashi (sashimi thịt ngựa), torishashi (sashimi thịt gà), rebasashi (sashimi gan) hay konyakusashi (sashimi konyaku).
Cùng với sự thống trị của Nhật Bản ở bán đảo Triều Tiên và Đài Loan, sashimi cũng trở nên phổ biến ở các nơi này. Ở Hàn Quốc, sashimi được gọi là hoe (회).

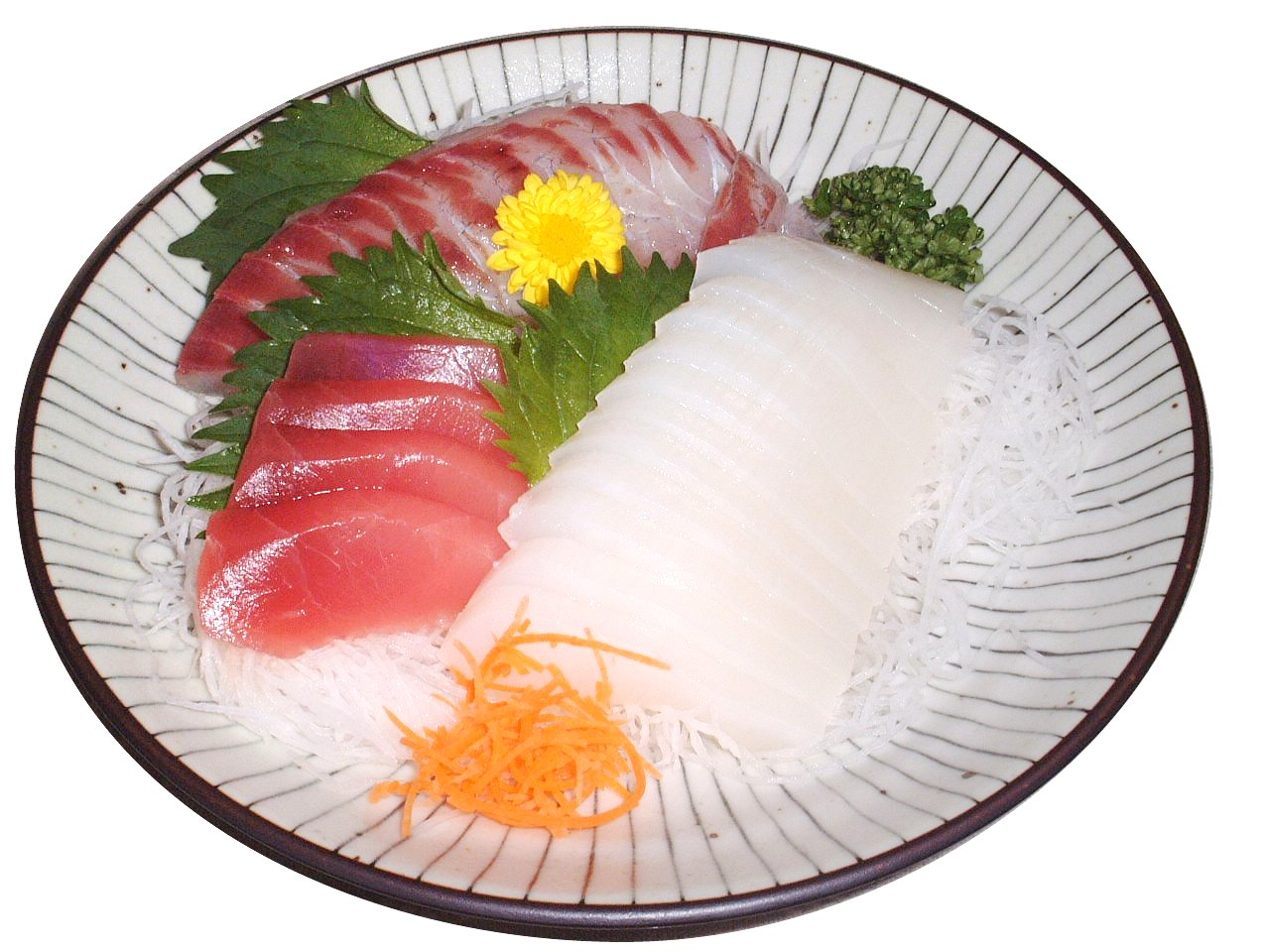
Một phần sashimi bữa tối

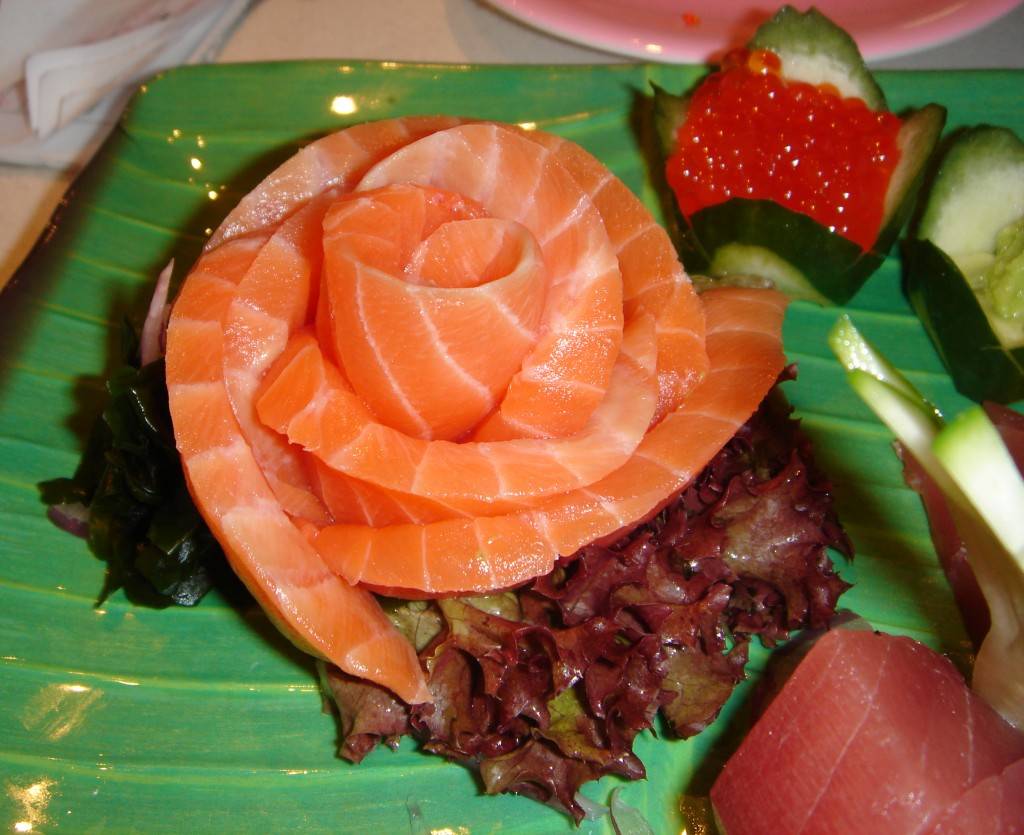
Sashimi cá hồi

## Thưởng thức

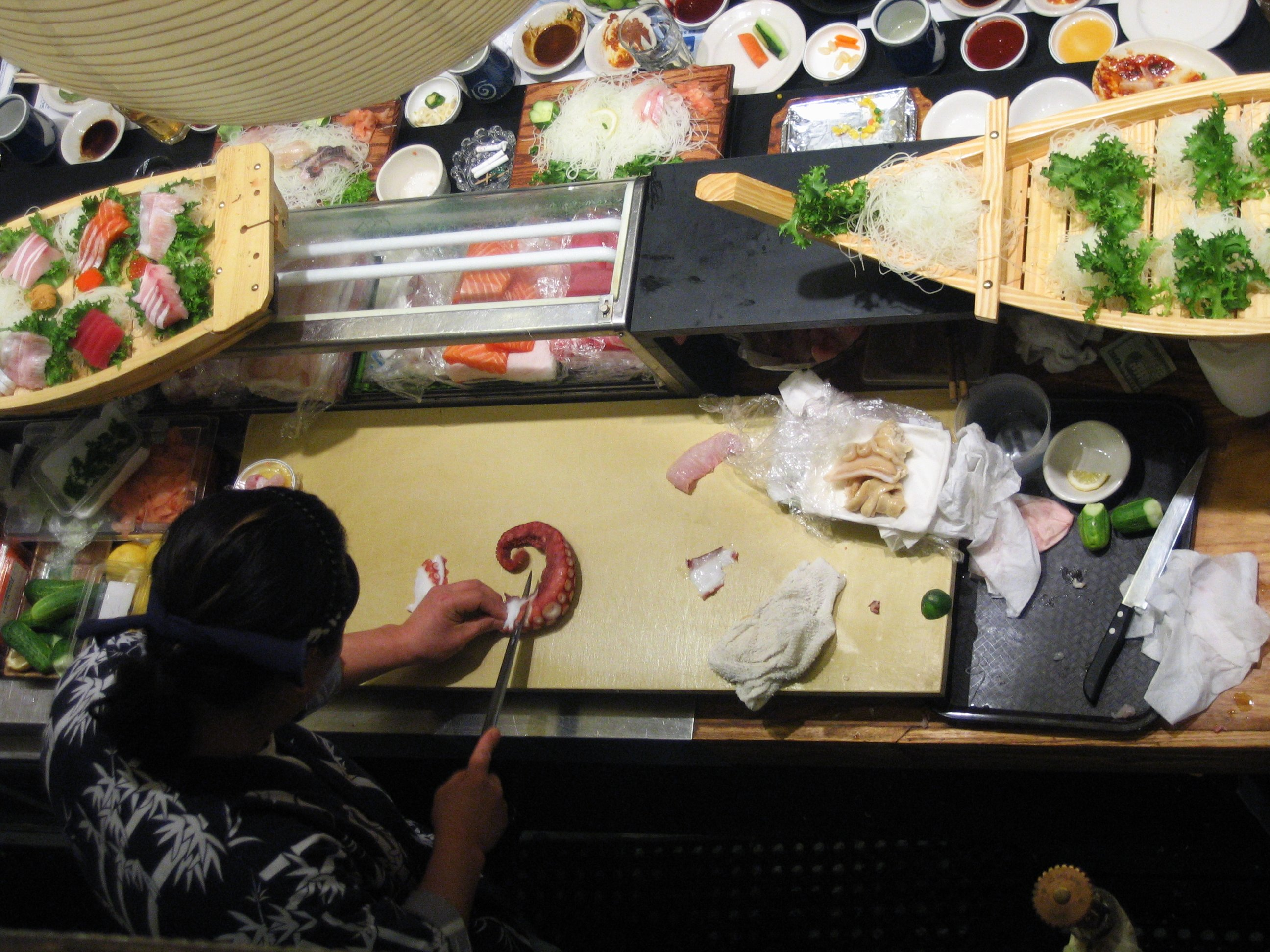
Sashimi thường được chuẩn bị ở quầy bar trong nhà hàng.

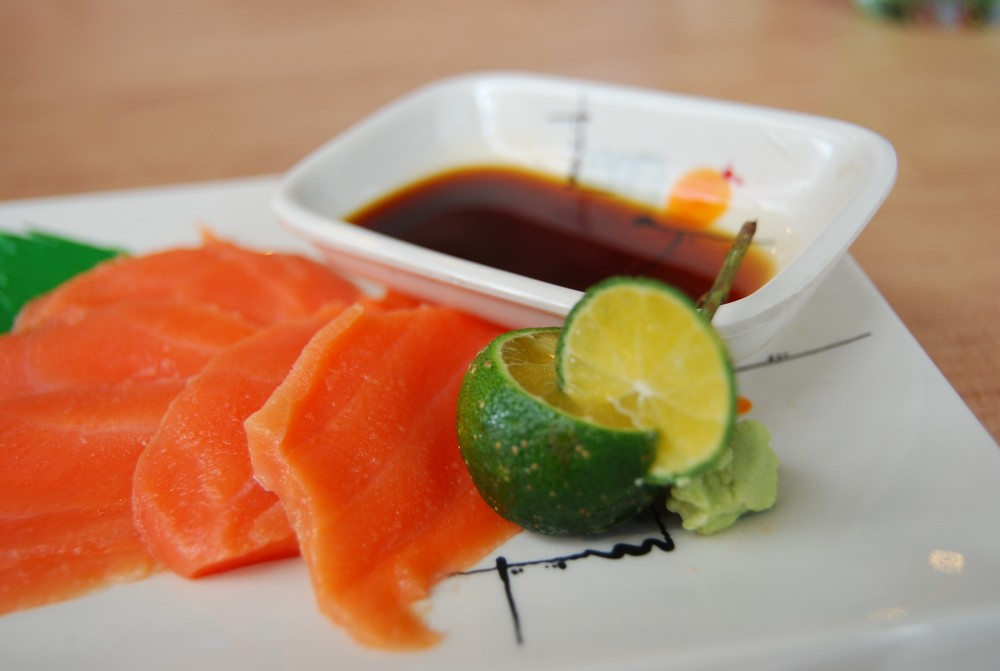
Sashimi cá hồi ăn với trái tắc. Nước tắc trộn với shoyu (xì dầu) hoặc bôi trực tiếp vào sashimi.

Sashimi thường là món đầu tiên trong bữa ăn trang trọng ở Nhật, nhưng cũng có thể làm món chính, ăn cùng với cơm và một chén súp Miso riêng. Nhiều người Nhật cho rằng sashimi, theo truyền thống được xem là món cá hảo hạng của ẩm thực Nhật, phải được ăn trước để tránh các món có mùi nặng làm ảnh hưởng đến khẩu vị. Trong ẩm thực, sashimi được xem là nét văn hoá Nhật đề cao sự tinh tế. Cảm giác tinh khiết có thể biến đổi từ cá hồi (loài cá không phải là truyền thống của Nhật) đến cá mực.
Miếng hải sản cắt lát, thành phần chính của món ăn, thường được bọc trong rau củ trang trí. Rau củ trang trí điển hình là củ cải trắng, củ cải Nhật (daikon) cắt sợi, cùng với một lá tía tô.

## Các loại khác

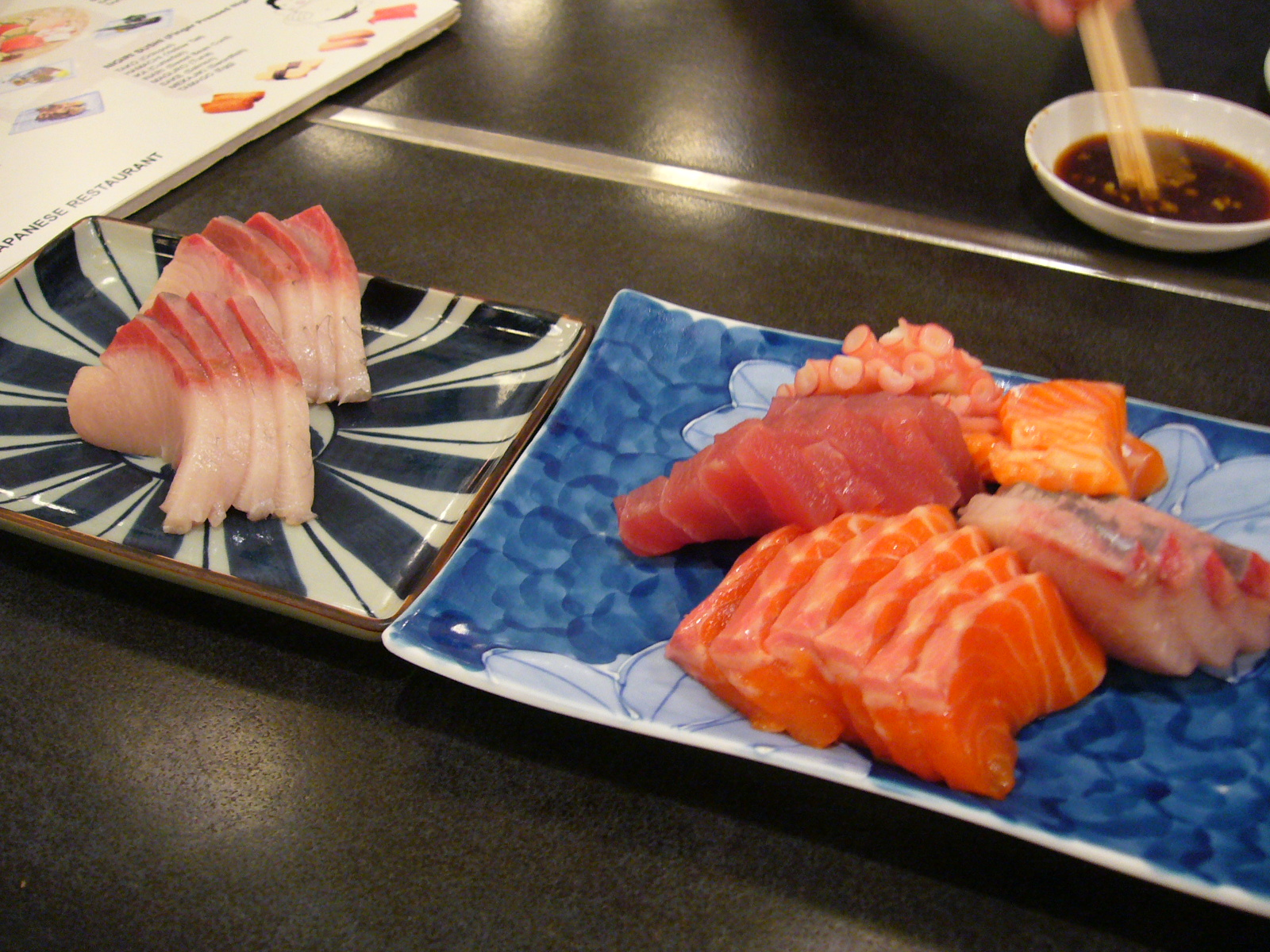
Sashimi thập cẩm

Một số thành phần chính phổ biến của món sashimi là:
- Cá hồi (鮭 Sake)
- Mực (いか Ika)
- Tôm luộc (えび Ebi)
- Cá ngừ (まぐろ Maguro)
- Cá saba (さば Saba)
- Bạch tuộc (たこ Tako)
- Cá ngừ béo (とろ Toro)
- Cá đuôi vàng (はまち Hamachi)
- Cá nóc (ふぐ Fugu)

Một số thành phần của sashimi, như là bạch tuộc, thỉnh thoảng được chần sơ cho bớt dai. Còn hầu hết các loại hải sản khác, như là cá ngừ, cá hồi và mực, đều ăn tươi sống.
Tataki, (たたき hay 叩き, "quét"), là một kiểu sashimi khác. Bề ngoài được làm cho tái thật nhanh còn bên trong vẫn tươi sống.
Kém phổ biến hơn, nhưng không phải là bất thường, là sashimi có thành phần là rau quả như là váng đậu (yuba) và sashimi thịt gia súc tươi, như là thịt bò hoặc thịt ngựa. Ở Nhật, "sashimi gà" (om nhẹ phía ngoài) là một món thanh tao.

## Các món kiểu sashimi

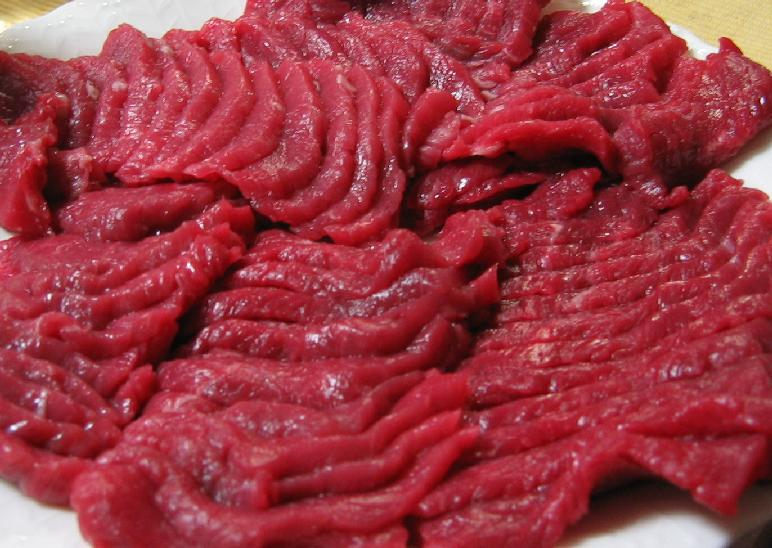
Basashi, thịt ngựa tươi

Basashi, là thịt ngựa tươi sống, là món ăn truyền thống của vùng Kumamoto, Matsumoto, và Tohoku. Nó thường được ăn theo kiểu sashimi và có nhiều nhà hàng phục vụ món này ở Osaka, Tokyo và các thành phố lớn khác ở Nhật.

## An toàn thực phẩm

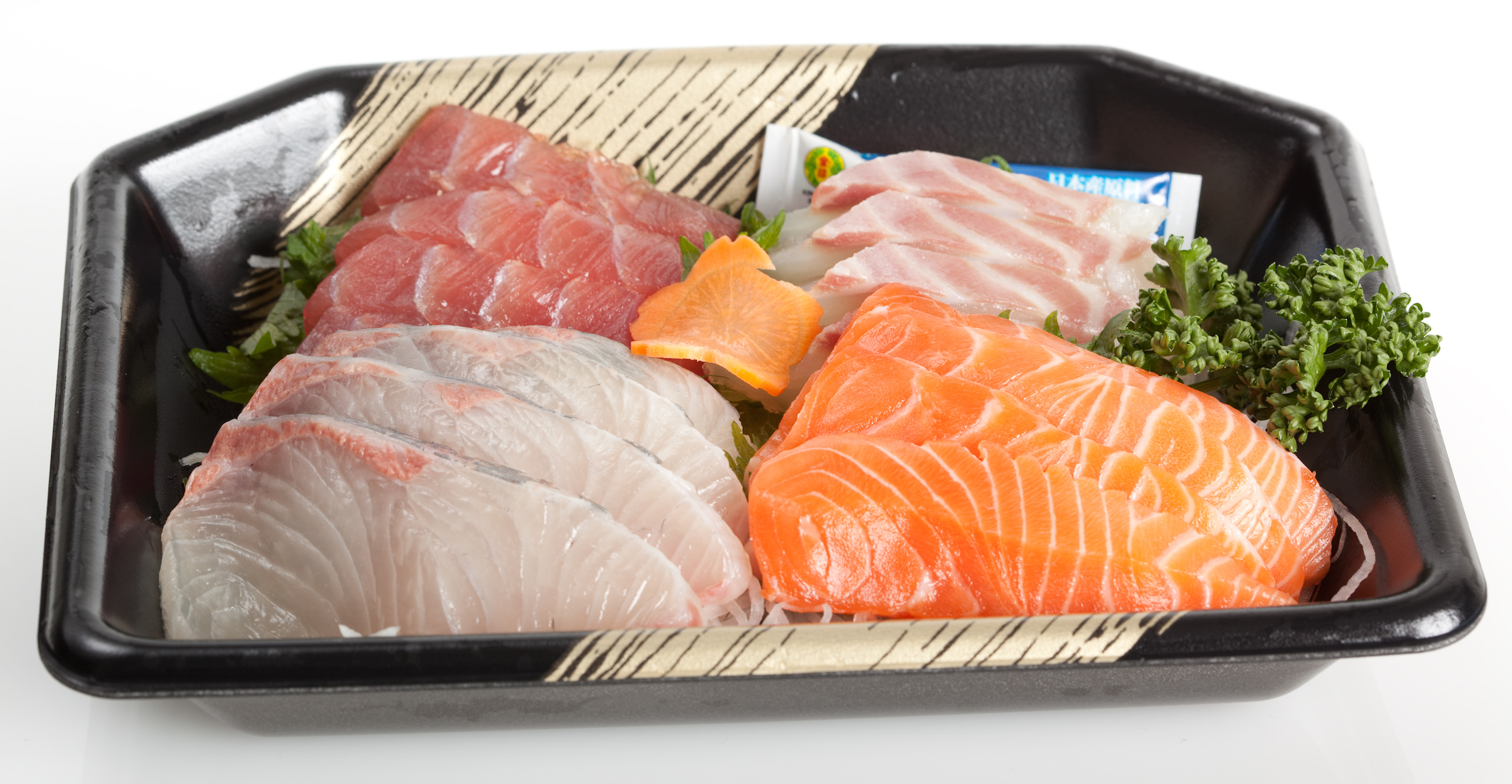
Trong tiệm, sashimi bán kèm 1 gói wasabi.

Ăn thực phẩm sống như sashimi có thể bị bệnh đường máu do vi khuẩn và ký sinh trùng gây ra, như tuyến trùng Anisakis simplex (Pseudoterranova decipiens) chẳng hạn. Hơn nữa, làm cá nóc không đúng cách có thể còn chứa chất độc Tetrodotoxin, một chất độc thần kinh gây chết người mà không có thuốc giải độc.
Theo tục tuyền, cá có thời gian sinh trưởng trong nước lợ hoặc cá nước ngọt được xem là không thích hợp cho món sashimi vì khả năng chúng nhiễm ký sinh trùng. Ví dụ, cá hồi, một loài cá bơi ngược sông để đẻ trứng, thường không được ăn ngay sau khi bắt ra khỏi nước. Một nghiên cứu ở Seattle, Washington đã chỉ ra rằng tất cả cá hồi hoang dã đều nhiễm ấu trùng giun đũa có thể lây qua người, trong khi cá hồi được nuôi thì không hề có ấu trùng giun.
Đông đá là phương pháp thường dùng để diệt ký sinh trùng. Theo quy định của Liên hiệp châu Âu, cho cá đông đá ở nhiệt độ -20 °C (-4 °F) trong 24 giờ sẽ diệt được ký sinh trùng. Cơ quan quản lý Thực phẩm và Dược phẩm Hoa Kỳ (FDA) khuyến cáo đông đá ở nhiệt độ -35 °C (-31 °F) trong 15 giờ, hoặc -20 °C (-4 °F) trong 7 ngày.
Trong khi đó Canada không có quy định về đông đá thực phẩm, British Columbia và Alberta tình nguyện tuân theo hướng dẫn tương tự của FDA. Ontario cũng cố gắng đưa ra quy định về đông đá trong phần yêu cầu quản lý thực phẩm tươi sống nhưng không lâu sau lại phải rút lại quyết định này do gặp sự phản đối của ngành ngư nghiệp cho rằng hương vị tinh tế và các đường vân trên thịt cá tươi sống sẽ bị ảnh hưởng khi đông đá. Thay vào đó, Ontario quyết định xem xét các quy định về bảo quản cá tươi sống trước khi ăn.
Một số loại cá dùng cho món sashimi được xử lý bằng carbon monoxit để giữ cho thịt cá được đỏ tươi lâu hơn. Cách này có thể làm cho cá ươn nhìn có vẻ tươi hơn.

## Lo ngại về môi trường
Sự gia tăng độ phổ biến dùng cá ngừ vây xanh cho món sashimi bị xem là nguyên nhân đẩy loài cá phổ biến này đến bờ vực tuyệt chủng. Nuôi trồng loài cá này cũng không cải thiện được tình hình, vì người ta không ấp trứng nở thành cá con, mà thường là dùng lưới mắt nhỏ để đánh bắt cá con ngoài tự nhiên rồi mang về nuôi, thường ở vùng Địa Trung Hải.